# Alexi Lalas
Panayotis Alexander Lalas (Birmingham, 1970. június 1. –) amerikai válogatott labdarúgó, zenész.

## Fordítás
- Ez a szócikk részben vagy egészben  az   Alexi Lalas című angol Wikipédia-szócikk fordításán alapul.  Az eredeti cikk szerkesztőit annak laptörténete sorolja fel. Ez a jelzés csupán a megfogalmazás eredetét és a szerzői jogokat jelzi, nem szolgál a cikkben szereplő információk forrásmegjelöléseként.